# Beilschmiedia oligandra
Beilschmiedia oligandra là loài thực vật có hoa trong họ Nguyệt quế. Loài này được L.S.Sm. miêu tả khoa học đầu tiên năm 1959.